# Kami Manns
Kami Manns (* 9. Mai 1977) ist eine deutsche Regisseurin, Schauspielerin, Sängerin und Tänzerin.

## Leben
Kami Manns begann ihre Karriere zunächst im sportlichen Bereich, als sie 1992 zur Nationalmannschaft für Rhythmische Sportgymnastik gehörte.
Einen größeren Bekanntheitsgrad erlangte sie erstmals 1994 durch eine Rolle in der ZDF-Fernsehserie Unser Lehrer Doktor Specht. Ein Jahr später wurde sie Rapperin in der Hip-Hop-Formation Basis. Nachdem sie 1998 aus der Gruppe ausgestiegen war, versuchte sie eine Solokarriere. Ihren größten Erfolg hatte Manns 1999, als sie zusammen mit Purple Schulz als Kami eine Coverversion von dessen Hit Sehnsucht aufnahm. Damit erreichte sie Platz 15 der deutschen Singlecharts. Die Nachfolgesingle Sieh mich an aus dem Jahr 2000 war jedoch kein größerer Erfolg mehr. Danach konzentrierte sie sich erneut auf die Schauspielerei. Aufmerksamkeit erregte sie durch Rollen in Rosa Roth mit Iris Berben und in dem Thriller Der Wannsee-Mörder.
Von 2003 bis 2004 spielte Manns auch Theater in Magdeburg. Von 2002 bis 2004 studierte sie an der Hochschule für Schauspielkunst „Ernst Busch“ Berlin in Berlin. Von 2004 bis 2007 studierte sie unter der künstlerischen Leitung von Anatoli Vassiliev Regie an der École Nationale Supérieure des Arts et Techniques du Théâtre in Frankreich.
Sie ist tätig als Theater- und Opernregisseurin und arbeitet als interpretierende Künstlerin an einem musikalischen Projekt.

## Filmografie
- 1994: Unser Lehrer Doktor Specht
- 1995: Ein Bayer auf Rügen
- 1997: Kollision
- 1998: Das Miststück
- 1999: Rosa Roth – Küsse und Bisse
- 2002: Der Wannsee-Mörder
- 2002: Traumschiff
- 2002: Großstadtrevier
- 2003: Mit Herz und Handschellen
- 2008: L’Amour Fraternel

## Diskografie (Singles)
- 1999: Ich will raus (Sehnsucht) ’99 (mit Purple Schulz)
- 2000: Sieh mich an